# نادي فورتاليزا
نادي فورتاليزا الرياضي (بالبرتغالية: Fortaleza Esporte Clube‏) هو فريق كرة قدم من مدينة فورتاليزا في البرازيل، أُسس بتاريخ 18 أكتوبر 1918، يلعب في الدوري البرازيلي الدرجة الأولى، في ملعب كاستيلاو.

## وصلات خارجية
- الموقع الرسمي